# ريس بريتون
ريس بريتون (بالإنجليزية: Rhys Britton) هو دراج بريطاني، ولد في 13 مايو 1999.

## وصلات خارجية
- ريس بريتون على موقع الاتحاد الدولي للدراجات (الإنجليزية)
- ريس بريتون على موقع أرشيف الدراجات (الإنجليزية)
- ريس بريتون على موقع إحصائيات الدراجات الإحترافية (الإنجليزية)
- ريس بريتون على موقع نسبة الدراجات (الإنجليزية)
- ريس بريتون على موقع CycleBase (الإنجليزية)